# Toma de razón

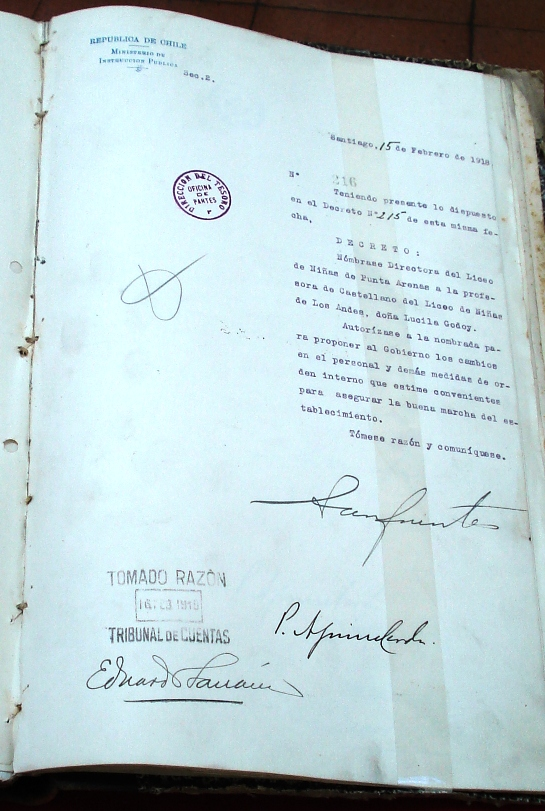
Decreto del Ministerio de Justicia e Instrucción Pública de 1918 que designa a Gabriela Mistral (Lucila Godoy) como directora del Liceo de Niñas de Punta Arenas. En la parte inferior aparece la signatura de toma de razón emitida por el entonces Tribunal de Cuentas.

La toma de razón es un control jurídico previo, general y obligatorio, propio del sistema chileno, de la legalidad y constitucionalidad de los actos administrativos que traten materias que se consideren esenciales (como los decretos, decretos con fuerza de ley y resoluciones), realizado por la Contraloría General de la República de Chile (CGR) antes de que éstos entren en vigor. La toma de razón cumple la función de velar por el resguardo del principio de probidad, por el derecho a una buena administración pública y por el cuidado y buen uso de los recursos públicos.

## Procedimiento
La Contraloría puede adoptar tres actitudes en el trámite de toma de razón:
1. Cursarlo, cuando el decreto o resolución no tiene ningún vacío o error, ni ningún vicio de ilegalidad o inconstitucionalidad. Puede cursarse simplemente, o hacerlo con alcance, señalando posibles reparos no esenciales.
2. Repararlo u observarlo, cuando considera que existe algún vacío o error susceptible de repararse.
3. Representarlo, cuando considera que existe algún vicio de ilegalidad, ante lo cual el presidente de la República puede insistir.

Por regla general, la Contraloría tiene un plazo, no perentorio, de 15 días hábiles para realizar la toma de razón, aunque existe un plazo menor para casos excepcionales.
Con la toma de razón surge respecto del decreto una presunción de legalidad.

## Críticas
La toma de razón es uno de los procedimientos que ha recibido más crítica por parte de estudiosos y de organismos multilaterales como la OECD. Así por ejemplo, en el estudio de la OECD denominado "Chile's Supreme Audit Institution. Enhancing Strategic Agility and Public Trust" (2014), se muestra sistemáticamente que varios países pertenecientes a la OECD han realizado reformas en orden a disminuir la influencia de este tipo de control ex-ante con el objetivo de fortalecer el control ex-post que se apoya en las nociones más costo-eficientes de muestreo de transacciones y auditorías aleatorias a los servicios.
Otras críticas apuntan a su ineficiencia en el contexto de las compras públicas. En particular, la toma de razón ex-ante tiene dos efectos negativos relevantes:
1. El proceso de deterioro de los centros de decisión en los servicios públicos.
2. La ineficiencia por fragmentación inducida por la toma de razón.

El proceso de deterioro de los centros de decisión en los servicios públicos se refiere a que éstos reaccionan frente a la toma de razón haciendo una transferencia del riesgo a la CGR (acto que se conoce como riesgo moral). Lo anterior deteriora de forma directa la capacidad de los servicios de producir compras públicas de calidad.
La ineficiencia por fragmentación inducida por la toma de razón se refiere al hecho de que la toma de razón disminuye la economicidad de las compras públicas pues los servicios buscan evitar la toma de razón mediante la fragmentación de las compras. La fragmentación implica que no se produzcan economías de escala, el cual es uno de los mecanismos más efectivos para disminuir los precios de las compras, lo que hace menos eficiente, en general, al sistema de compras públicas. Por otra parte, producto de la fragmentación, se requiere de la realización de una mayor cantidad de actos administrativos dentro del servicio, lo que aumenta fuertemente los costos de transacción tanto de proveedores como de compradores, y pone en riesgo la eficacia de los procesos.